# Mangosta bruna
La mangosta bruna (Urva fusca) és una mangosta que té un aspecte similar al de la mangosta cuacurta del sud-est asiàtic. De vegades se'n considera una subespècie.

## Descripció
Té una longitud de cos d'uns 50 centímetres, una longitud de cua d'uns 30 centímetres i un pes aproximat d'uns 2,7 quilos. El seu pelatge és de color marró grisos.

## Hàbitat i comportament
És oriünda de les zones boscoses de l'oest i el sud de l'Índia i Sri Lanka. Així mateix, ha estat introduïda a altres parts del món. És un animal solitari i nocturn. Es coneix molt poc del seu comportament, però es creu que és similar al de la mangosta grisa de l'Índia.

## Subespècies
- Urva fusca flavidens
- Urva fusca fusca
- Urva fusca maccarthiae
- Urva fusca rubidior
- Urva fusca siccata